# Geodeterminismo
Col termine geodeterminismo s'intende la capacità dell'ambiente geografico-fisico (principalmente - ma non solo - del clima) d'influenzare in modo determinante e non secondario il sorgere e lo sviluppo delle società umane e la mentalità delle sue componenti antropiche.
Tale principio è contestato dalla maggioranza degli storici, pur potendo vantare convinti sostenitori. Non si tratta di negare il principio della capacità dell'ambiente di influenzare, e in vari casi, di condizionare l'ambiente umano ma di rifiutare ritenere che tale influenza sia assolutamente determinante e imprescindibile.
La generosa e utile individuazione dello studio della cosiddetta geostoria, sostenuta ad esempio da Fernand Braudel, rientra in qualche misura nel tentativo di alcuni studiosi di riuscire a includere la storia nel novero delle cosiddette scienze esatte, di ricercare le "leggi" (e non, tutt'al più, le linee tendenziali) dell'indagine storiografica.